# Андрухович, Василий Васильевич
Василий Васильевич Андрухович — советский хозяйственный и государственный деятель, лауреат Государственной премии СССР за выдающиеся достижения в труде.

## Биография
Родился в 1940 году в деревне Озяты. Член КПСС.
В 1956—1959 — прицепщик, механизатор МТС, в 1959—1962 — военнослужащий Советской армии, в 1962—1989 — тракторист-машинист Жабинковской райсельхозтехники и райсельхозхимии.
За высокоэффективное использование с/х техники и проведение агрономических работ был в составе коллектива удостоен Государственной премии СССР за выдающиеся достижения в труде 1985 года.
Умер в 1989 году в Жабинковском районе Брестской области.

## Награды
- Орден Ленина (1986)
- Орден Трудового Красного Знамени
- Орден Знак Почёта